# Smartshop
En smartshop är en webbplats som specialiserar sig på försäljningen av psykoaktiva droger, vanligtvis inklusive psykedelia. Namnet kommer från "smart drugs", en klass av droger och kosttillskott avsedda att påverka kognitiv förbättring som ofta säljs i smartshoppar.

## Psykedelia, dissosiativa, och delirianter
Smartshoppar är mest känd i praktiken för att sälja psykedelia och dissociativa droger i enighet med de lokala lagarna. I Nederländerna, som är hem för de flesta av de smarta affärerna i Europa, inkluderar detta Salvia divinorum, Amanita muscaria, Peyote, San Pedro kaktus, Tabernanthe iboga, och olika ingredienser för Ayahuascapreparat. Psilocybinsvampar är olagligt i Sverige men sporavtryck och odlingsboxar finns fortfarande att köpa över internetbaserade smartshoppar men det är olagligt att odla dem.

## Sverigebaserade smartshops
Sveriges regering vars drogpolicy är nolltolerans, har stängt ner i stort sett alla Svenska internetbaserade smartshoppar som funnits genom tiderna med undantag de som sålt cannabisfrön, lagliga rökmixar, samt drogparapernalia. För att kringgå detta har användandet av anonyma marknadsplatser genom Tor-nätverket tagit över de senaste åren. Smartshoppar som kör en Tor hidden service kan vara flera år i kontrast till de som använder det synliga nätet som ofta tas ned av myndigheter på några månader.